# Krzyżu święty nade wszystko

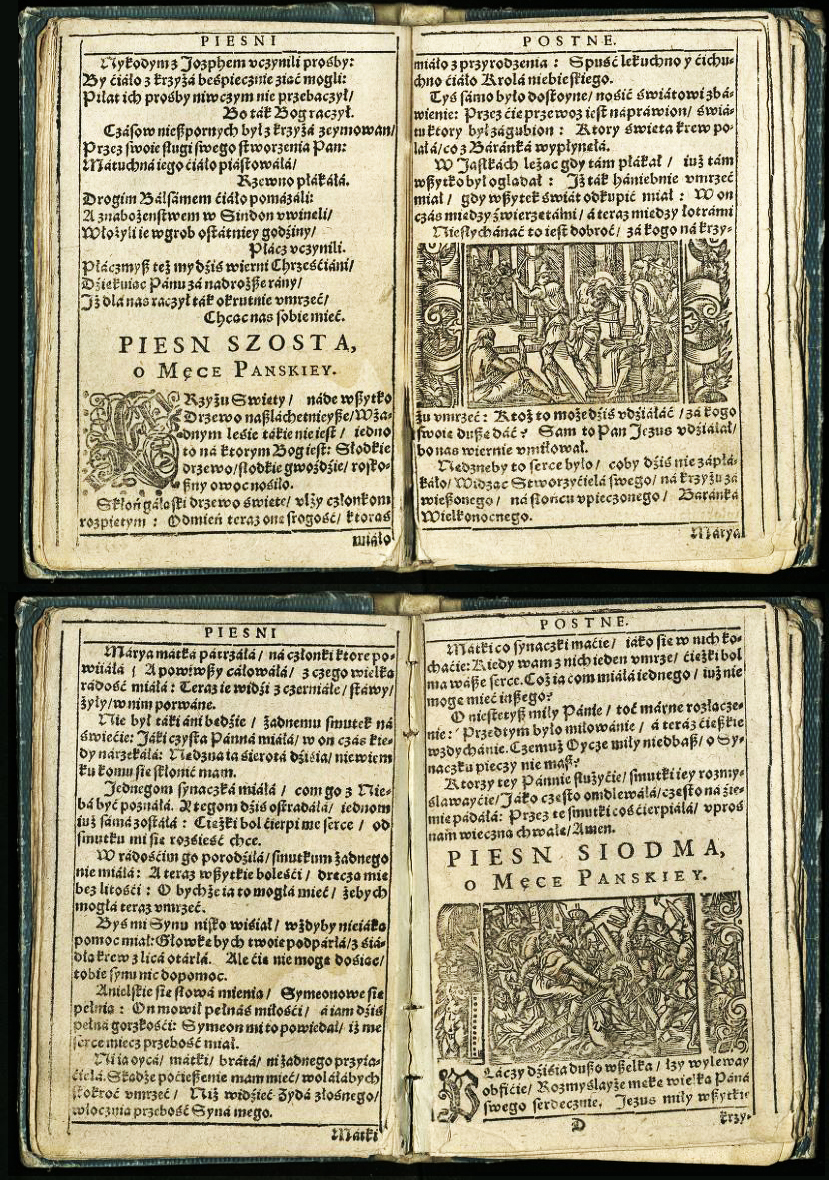
Krzyżu święty nade wszystko - najstarsza znana publikacja tekstu ze śpiewnika Pieśni postne starożytne (ok. 1607-1618)

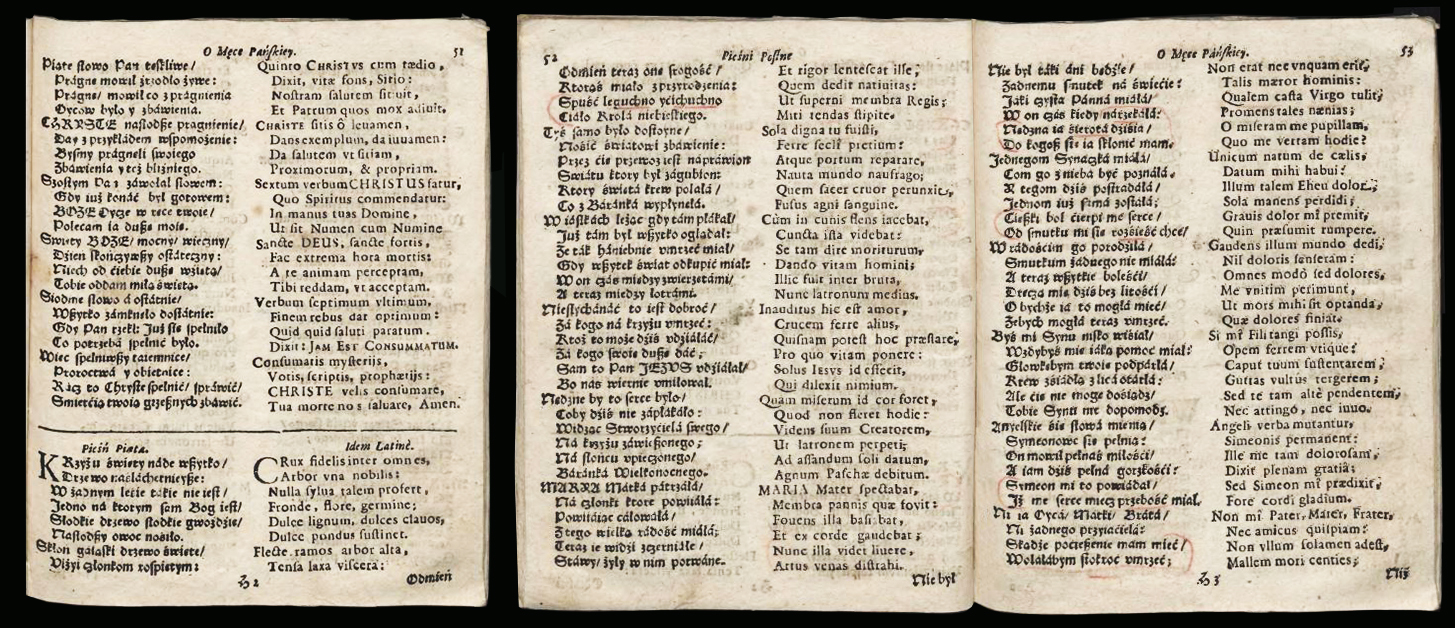
Krzyżu święty nade wszystko z kancjonału Piesni Katholickie nowo reformowane, Stanisław Serafin Jagodynski, Kraków, 1695

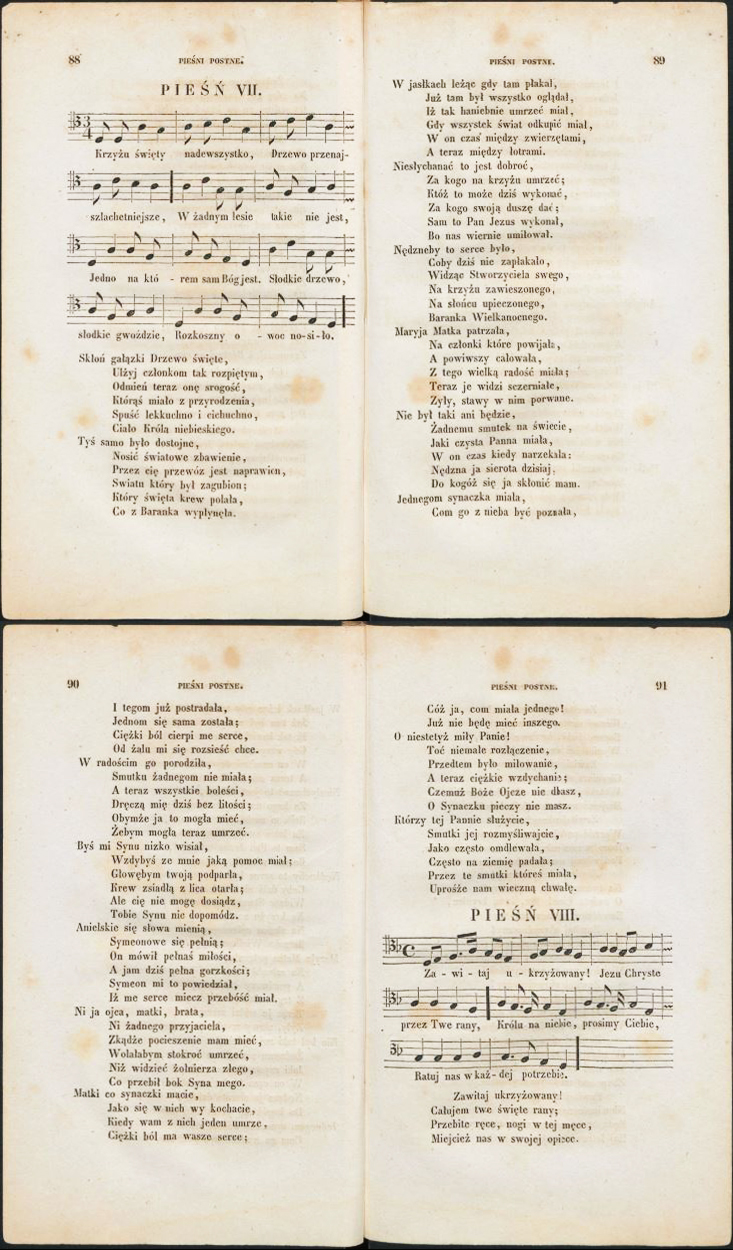
Krzyżu święty nade wszystko, ks. Michał Mioduszewski, Śpiewnik Kościelny, 1838

Krzyżu święty nade wszystko – średniowieczna pieśń pasyjna, dla której inspiracją był hymn łaciński Pange, lingua, gloriosi proelium certaminis (Sław, języku, bój chwalebny) i której część stanowi tłumaczenie fragmentu tego hymnu. 
Tekst pieśni pochodzi prawdopodobnie z XVI wieku. Jego najstarsza znana wersja (1551–1555) jest zapisana w rękopisie Biblioteki Kórnickiej PAN, zaś najstarsza wersja drukowana tekstu zachowana jest w śpiewniku Pieśni postne starożytne (wyd. ok. 1607–1618), przechowywanym również w Kórniku. W opracowaniu Polskie pieśni pasyjne. Średniowiecze i wiek XVI (Warszawa 1977) została opublikowana transkrypcja tekstu z rękopisu kórnickiego (t. I, str. 157 n.) oraz dwóch wariantów melodii (t. II, s. 99–100) – pierwszy z Agenda seu ritus sacramentorum [...] editi studio et opera Rev. D. Hieronimi Pouodovij..., Cracoviae 1591, drugi – ze Śpiewnika Kościelnego ks. Michała Marcina Mioduszewskiego (Kraków 1838).
Anonimowy autor polskiego tekstu pieśni inspirował się hymnem łacińskim Pange, lingua, gloriosi proelium certaminis (Sław, języku, bój chwalebny) autorstwa świętego biskupa Wenancjusza Fortunata. Trze pierwsze strofy są tłumaczeniem hymnu Crux fidelis inter omnes (divisio hymnu Pange, lingua, gloriosi proelium certaminis). Od zwrotki szóstej widoczne jest wyraźne pokrewieństwo tekstowe i formalne z planktem świętokrzyskim.
Pieśń zawarł w swoim Śpiewniku Kościelnym ksiądz Michał Mioduszewski, będący jednym z bardziej znanych autorów najstarszych katolickich śpiewników kościelnych(1838).

## Tekst pieśni
Tekst całej pieśni opiewa nie tylko drzewo krzyża, ale skupia się także na Matce bolejącej pod krzyżem oraz całym życiu Zbawiciela, począwszy od Jego narodzin w stajence.
1. Krzyżu święty, nade wszystko,
Drzewo przenajszlachetniejsze!
W żadnym lesie takie nie jest,
Jedno, na którym sam Bóg jest.
Słodkie drzewo, słodkie gwoździe
Rozkoszny owoc nosiło.
2. Skłoń gałązki, Drzewo święte,
Ulżyj członkom tak rozpiętym.
Odmień teraz oną srogość,
Którąś miało z urodzenia.
Spuść lekuchno i cichuchno
Ciało Króla niebieskiego.
3. Tyś samo było dostojne,
Nosić światowe Zbawienie,
Przez cię przewóz jest naprawion,
Światu, który był zagubion,
Który święta Krew polała,
Co z Baranka wypłynęła.
4. W jasełkach leżąc gdy płakał,
Już tam był wszystko oglądał,
Iż tak haniebnie umrzeć miał,
Gdy wszystek świat odkupić chciał
W on czas między zwierzętami
A teraz między łotrami.
5. Niesłychana to jest dobroć,
Za kogo na krzyżu umrzeć,
Któż to może dzisiaj zdziałać,
Za kogo swoją duszę dać?
Sam to Pan Jezus wykonał,
Bo nas wiernie umiłował.
6. Nędzne by to serce było,
Co by dziś nie zapłakało,
Widząc Stworzyciela swego
Na krzyżu zawieszonego,
Na słońcu upieczonego,
Baranka Wielkanocnego.
7. Maryja Matka patrzyła
Na członki, co powijała,
Powijając całowała,
Z tego wielką radość miała.
Teraz je widzi sczerniałe,
Żyły, stawy w Nim porwane.
8. Nie był taki, ani będzie
Żadnemu smutek na świecie,
Jaki czysta Panna miała
Wonczas, kiedy narzekała:
Nędzna ja sierota dzisiaj.
Do kogóż ja się skłonić mam.
9. Jednegom Synaczka miała,
Com Go z nieba być poznała,
I tegom już postradała,
Jenom się sama została,
Ciężki ból cierpi me serce,
Od żalu mi się rozpaść chce.
10. W radościm Go porodziła,
Smutku żadnego nie miała,
A teraz wszystkie, boleści
Dręczą mnie dziś bez litości;
Obymże Ja to mogła mieć,
Żebym mogła teraz umrzeć.
11. Byś mi, synu, nisko wisiał,
Wżdybyś ze mnie pomoc miał,
Głowę bym Twoją podparła,
Krew zsiadłą z lica otarła;
Ale Cię nie mogę dosiąc,
Tobie, Synu, nic dopomóc
12. Anielskie się słowa mienią,
Symeonowe się pełnią;
Anioł rzekł: Pełnaś miłości,
A jam dziś pełna gorzkości.
Symeon mi to powiedział,
Iż me serce miecz przebóść miał.
13. Ni ja ojca, matki, brata,
Ni żadnego przyjaciela,
Skądże pocieszenie mam mieć?
Wolałabym stokroć umrzeć,
Niż widzieć żołnierza złego
Co przebił bok Syna mego.
14. Matki, co synaczki macie,
Jako się w nich wy kochacie,
Kiedy wam z nich jeden umrze,
Ciężki ból ma serce wasze.
Cóż ja, com miała jednego,
Już nie mogę mieć inszego.
15. O niestetyż miły Panie,
Toć niemałe rozłączenie;
przedtem było miłowanie,
A teraz ciężkie wzdychanie.
Czemuż Boże Ojcze nie dbasz,
O Synaczka pieczy nie masz?
16. Którzy tej Pannie służycie,
Smutki Jej rozmyśliwajcie,
Jako często omdlewała,
Często na ziemię padała.
Przez te smutki, któreś miała,
Uprośże nam wieczną chwałę!
Pieśń jest nadal wykonywana w polskich kościołach i jest dostępna we wszystkich śpiewnikach kościelnych, z których najbardziej popularny jest Śpiewnik Kościelny ks. Jana Siedleckiego. Jednak nie zawierają one wszystkich zwrotek, a tekst pieśni jest nieco uwspółcześniony. 
Wykonanie całości pieśni w historycznym kształcie nagrał zespół Bornus Consort pod kierunkiem wybitnego dyrygenta specjalizującego się w opartych na tradycji wykonaniach muzyki dawnej, Marcina Bornus-Szczycińskiego.